# Bengt Nilsson (piłkarz)
Bengt Nilsson (ur. 31 sierpnia 1957 w Borlänge) – szwedzki piłkarz występujący na pozycji bramkarza.

## Kariera klubowa
Nilsson pochodzi z Borlänge. Karierę rozpoczynał w 1977 roku w tamtejszym trzecioligowym zespole IK Brage. W tym samym roku awansował z nim do drugiej ligi. Występował w niej przez dwa sezony, a następnie w 1979 roku wraz z zespołem wywalczył awans do pierwszej ligi. W 1980 roku dotarł wraz z nim do finału Pucharu Szwecji, przegranego jednak z Malmö FF. W pierwszej lidze występował z Brage przez 11 sezonów, po czym spadł z niej w 1990 roku. Wrócił do niej jeszcze na sezon 1993, a następnie ponownie spadł do drugiej ligi. W 1996 roku Nilsson zakończył karierę.

## Kariera reprezentacyjna
W reprezentacji Szwecji Nilsson nie rozegrał żadnego spotkania. W 1988 roku został powołany do kadry na Letnie Igrzyska Olimpijskie, zakończone przez nią na ćwierćfinale.